# Stoppaniïta
La stoppaniïta és un mineral de la classe dels silicats, que pertany al grup del beril. Rep el nom per Francesco Saverio Stoppani (n. 1947), advocat de Roma (Itàlia), col·leccionista de minerals i coautor de "I minerali del Lazio" (1982).

## Característiques
La stoppaniïta és un silicat de fórmula química Be₃Fe3+₂(Si₆O18)·H₂O. Va ser aprovada com a espècie vàlida per l'Associació Mineralògica Internacional l'any 1996. Cristal·litza en el sistema hexagonal. La seva duresa a l'escala de Mohs és 7,5.
Segons la classificació de Nickel-Strunz, la stoppaniïta pertany a «09.CJ - Ciclosilicats amb enllaços senzills de 6 [Si₆O18]12- (sechser-Einfachringe), sense anions complexos aïllats» juntament amb els següents minerals: bazzita, beril, indialita, cordierita, sekaninaïta, combeïta, imandrita, kazakovita, koashvita, lovozerita, tisinalita, zirsinalita, litvinskita, kapustinita, baratovita, katayamalita, aleksandrovita, dioptasa, kostylevita, petarasita, gerenita-(Y), odintsovita, mathewrogersita i pezzottaïta.

## Formació i jaciments
Va ser descoberta a la localitat de Capranica, a la província de Viterbo (Laci, Itàlia). També ha estat descrita a la propera localitat de Vetralla. Aquests dos indrets són els únics de tot el planeta on ha estat descrita aquesta espècie mineral.